# Campoletis parasignata
Campoletis parasignata là một loài tò vò trong họ Ichneumonidae.